# Supernatural (album của Santana)
Supernatural là album phòng thu thứ 17 của ban nhạc Santana, được phát hành vào ngày 15 tháng 6 năm 1999. Album do Clive Davis sản xuất và được phát hành và phân phối bởi Pete Ganbarg, thành công toàn cầu với hơn 30 triệu đĩa được bán. Đây chính là sản phẩm thành công nhất của Santana, giành vị trí quán quân ở 10 quốc gia trong đó có cả Mỹ. Supernatural cũng lập kỷ lục khi giành tới 8 giải Grammy, trong đó có giải Album của năm, cùng với đó là 3 giải Latin Grammy trong đó có giải Thu âm của năm.
Supernatural đạt vị trí số 19 tại Billboard 200 vào ngày 3 tháng 6 năm 1999 rồi lần đầu tiên có được vị trí quán quân vào ngày 30 tháng 10 trong số tổng cộng 12 tuần không liên tục ở vị trí này. Ca khúc nổi tiếng "Smooth" trích từ album với sự tham gia của trưởng nhóm Matchbox Twenty, Rob Thomas, giành được vị trí quán quân tại Billboard Hot 100 trong 12 tuần. Đĩa đơn tiếp theo, "Maria Maria" (cùng The Product G&B) cũng có được vị trí số 1 tại đây suốt 10 tuần. Santana và Rob Thomas giành tới 3 giải Grammy với ca khúc "Smooth", trong khi Santana và Everlast cũng giành được 1 giải nữa với ca khúc "Put Your Lights On". Sau đó, ca khúc "Maria Maria" cũng mang về cho Santana Giải Grammy cho Trình diễn song tấu hoặc nhóm nhạc giọng pop xuất sắc nhất vào năm 2000.

## Đón nhận của công chúng

### Đánh giá chuyên môn
| Đánh giá chuyên môn  | Đánh giá chuyên môn |
| Nguồn đánh giá       | Nguồn đánh giá      |
| Nguồn                | Đánh giá            |
| -------------------- | ------------------- |
| Allmusic             | [ 3 ]               |
| Entertainment Weekly | B+                  |
| Robert Christgau     | [ 5 ]               |
| Rolling Stone        | [ 6 ]               |
| Piero Scaruffi       | (5/10)              |

Stephen Thomas Erlewine của Allmusic nhận xét: "Có vẻ việc không có bất kể bài hát nào mà không có sự có mặt của một ngôi sao khách mời lại là vấn đề đối với album này. [...] Nó không mang tới một thứ âm hưởng đồng nhất." Ông cũng cho rằng album "vô hướng" nhưng cuối cùng kết luận "những khoảnh khắc tuyệt đỉnh của Supernatural tới từ thứ âm nhạc xuất sắc của những năm 90 bởi Santana – một sự trở lại thành công." David Wild của tờ Rolling Stone cũng ghi nhận sự xuất hiện của rất nhiều nghệ sĩ khách mời và nói "Không hẳn là mọi thứ đều rất hấp dẫn" đối với ca khúc "Do You Like The Way" (hát cùng Lauryn Hill và Cee Lo Green), cho rằng ca khúc "có vẻ hơi bị gò bó".

### Thành công thương mại
Album bán được tổng cộng hơn 30 triệu đĩa trên toàn thế giới và trở thành album thành công nhất của một nghệ sĩ gốc Tây Ban Nha. Album cũng đạt vị trí quán quân tại nhiều quốc gia. Theo Sách Kỷ lục Guinness năm 2005, Supernatural lập nên kỷ lục khoảng cách lớn nhất giữa 2 album liên tiếp đạt vị trí quán quân Billboard 200 của cùng 1 nghệ sĩ: 28 năm, kể từ năm 1971.
Album bắt đầu với vị trí số 19 tại Billboard, song sau 3 tháng nó đã có được vị trí số 1 vào tháng 10 năm 1999 và tại vị suốt 12 tuần không liên tiếp. Tại Úc, album xuất hiện với vị trí số 48 và vươn lên vị trí quán quân vào ngày 6 tháng 3 năm 2000. Tại Anh, album giành vị trí số 1 chỉ sau 2 tuần vào ngày 1 tháng 4. Supernatural cũng nằm trong top 200 album của thập kỷ của tạp chí Billboard và được tạp chí trên xếp hạng thứ 9 trong danh sách các album bán chạy nhất thập niên 2000.

## Đĩa đơn
Đĩa đơn mở màn album là "Smooth" với Rob Thomas hát chính nhanh chóng chiếm được vị trí số 1 tại Billboard Hot 100, tại vị ở đó 12 tuần liên tiếp, trong khi đó nó cũng chiếm được vị trí số 3 tại Anh và 4 tại Úc. Đĩa đơn thứ 2, "Maria Maria" hợp tác cùng The Product G&B đạt vị trí số 1 tại Mỹ trong 10 tuần, số 6 tại Anh và 49 tại Úc. Đĩa đơn thứ 3, "Put Your Lights On", chỉ đứng thứ 18 tại Billboard Bubbling Under Hot 100, 97 tại Anh và 32 tại Úc. Đĩa đơn "Corazon Espinado" với sự tham gia của Maná là bản hit ở các nước nói tiếng Tây Ban Nha.

## Giải Grammy
Ngày 23 tháng 2 năm 2000, Supernatural được trao tổng cộng 9 giải Grammy tại Giải Grammy lần thứ 42, trở thành một trong 2 album giành được nhiều giải Grammy nhất lịch sử (chia sẻ cùng với How to Dismantle an Atomic Bomb của U2). Các giải thưởng được trao bao gồm: Album của năm, Thu âm của năm ("Smooth"), Bài hát của năm ("Smooth"), Hợp tác giọng Pop xuất sắc nhất ("Smooth"), Hòa tấu giọng Pop xuất sắc nhất ("El Farol"), Trình diễn song ca hoặc nhóm giọng Pop xuất sắc nhất ("Put Your Lights On"), Hòa tấu giọng Rock xuất sắc nhất ("The Calling"), Album nhạc Rock của năm và Trình diễn song ca hoặc nhóm giọng Rock xuất sắc nhất ("Maria Maria").
Ngày 13 tháng 9 cùng năm, album cũng được trao 3 giải Latin Grammy bao gồm Thu âm của năm ("Corazon Espinado"), Hòa tấu giọng Rock xuất sắc nhất ("El Farol") và Trình diễn song ca hoặc nhóm giọng Rock xuất sắc nhất ("Corazon Espinado").

## Danh sách ca khúc
| STT | Nhan đề                                                   | Sáng tác                                                   | Sản xuất                                       | Thời lượng |
| --- | --------------------------------------------------------- | ---------------------------------------------------------- | ---------------------------------------------- | ---------- |
| 1.  | "(Da Le) Yaleo"                                           | Carlos Santana, Ra, Polloni                                | Carlos Santana                                 | 5:53       |
| 2.  | "Love of My Life" (cùng Dave Matthews và Carter Beauford) | Santana, Dave Matthews                                     | Stephen Harris, Carlos Santana                 | 5:47       |
| 3.  | "Put Your Lights On" (cùng Everlast)                      | Erik Schrody                                               | Dante Ross, John Gamble                        | 4:45       |
| 4.  | "Africa Bamba"                                            | Santana, Ismaïla Toure, Sixu Tidiane Touré, Karl Perazzo   | Carlos Santana                                 | 4:42       |
| 5.  | "Smooth" (cùng Rob Thomas)                                | Itaal Shur, Rob Thomas                                     | Matt Serletic                                  | 4:58       |
| 6.  | "Do You Like the Way" (cùng Lauryn Hill và Cee Lo Green)  | Lauryn Hill                                                | Lauryn Hill                                    | 5:54       |
| 7.  | "Maria Maria" (cùng The Product G&B)                      | Santana, Perazzo, Raul Rekow, Wyclef Jean, Jerry Duplessis | Jerry "Wonder" Duplessis, Wyclef Jean          | 4:22       |
| 8.  | "Migra"                                                   | Santana, Rachid Taha, Tony Lindsay                         | K.C. Porter, Carlos Santana                    | 5:28       |
| 9.  | "Corazón Espinado" (cùng Maná)                            | Fher Olvera                                                | Fher Olvera, K.C. Porter, *Alex González       | 4:36       |
| 10. | "Wishing It Was" (featuring Eagle-Eye Cherry)             | Eagle-Eye Cherry, Michael Simpson, John King, Nishita      | The Dust Brothers, *Charles Goodan, *Art Hodge | 4:52       |
| 11. | "El Farol"                                                | Santana, Karl Porter                                       | K.C. Porter                                    | 4:51       |
| 12. | "Primavera"                                               | Porter, J. B. Eckl, Cheín García Alonso                    | K.C. Porter                                    | 6:18       |
| 13. | "The Calling" (cùng Eric Clapton)                         | Santana, Chester Thompson, Freddie Stone, Linda Graham     | Carlos Santana                                 | 12:28      |

Ghi chú
- "The Calling" bao gồm ca khúc ẩn "Day of Celebration" bắt đầu từ 8:00.
- (*) ghi cho đồng sản xuất.

### Ấn bản Deluxe
Ấn bản "Legacy" của Supernatural được phát hành vào ngày 16 tháng 2 năm 2010 với phần chỉnh âm được thực hiện bởi Carlos Santana.
1. "Bacalao Con Pan"
2. "Angel Love (Come for Me)"
3. "Rain Down on Me" (cùng Dave Matthews & Carter Beauford)
4. "Corazon Espinado (Spanish Dance Remix)" (cùng Maná)
5. "One Fine Morning" (hát lại sáng tác của Lighthouse)
6. "Exodus/Get Up Stand Up" (hát lại sáng tác của Bob Marley)
7. "Ya Yo Me Cure"
8. "Maria Maria (Pumpin' Dolls Club Mix)" (cùng The Product G&B)
9. "Smooth" (không lời)
10. "The Calling Jam" (cùng Eric Clapton)
11. "Olympic Festival"

## Thành phần tham gia sản xuất
"(Da Le) Yaleo"
- Guitar – Carlos Santana
- Keyboard – Chester Thompson
- Bass – Benny Rietveld
- Trống – Billy Johnson
- Định âm – Karl Perazzo
- Conga – Raul Rekow
- Hát – Carlos Santana, Karl Perazzo, Tony Lindsay
- Trombone – Jose Abel Figueroa, Mic Gillette
- Trumpet – Marvin McFadden, Mic Gillette

"Love of My Life"
- Ca khúc này có giai điệu giống với "Bản giao hưởng số 3", F Major Op. 90 Movement #3 của Brahms
- Guitar – Carlos Santana
- Hát chính – Dave Matthews
- Keyboard – George Whitty
- Bass – Benny Rietveld
- Trống – Carter Beauford
- Conga & định âm – Karl Perazzo
- "Put Your Lights On"
- Lead guitar – Carlos Santana
- Guitar nền & hát chính – Everlast
- Keyboard – Chester Thompson
- Đồng bộ hóa– John Gamble
- Conga & định âm – Carlos Santana
- Bass – Benny Rietveld

"Africa Bamba"
- Guitar – Carlos Santana
- Keyboard – Chester Thompson
- Bass – Benny Rietveld
- Trống – Horacio Hernandez
- Định âm – Karl Perazzo
- Conga – Raul Rekow
- Hát chính – Carlos Santana
- Hát ứng tác – Karl Perazzo
- Hát nền – Carlos Santana, Karl Perazzo, Tony Lindsay

"Smooth"
- Lead guitar – Carlos Santana
- Hát chính – Rob Thomas
- Keyboard – Chester Thompson
- Bass – Benny Rietveld
- Trống – Rodney Holmes
- Định âm – Karl Perazzo
- Conga – Raul Rekow
- Trombone – Jeff Cressman, Jose Abel Figueroa
- Trumpet – Javier Melendez, William Ortiz

"Do You Like The Way"
- Lead guitar – Carlos Santana
- Hát chính – Lauryn Hill, Cee-Lo
- Guitar nền – Francis Dunnery, Al Anderson
- Keyboard – Loris Holland
- Đồng bộ hóa – Kobie Brown, Che Pope
- Bass – Tom Barney
- Hát nền– Lenesha Randolph, Lauryn Hill
- Saxophone & Flute – Danny Wilensky
- Trombone – Steve Toure
- Trumpet & Flugelhorn – Earl Gardner
- Tuba – Joseph Daley

"Maria Maria"
- Guitar – Carlos Santana
- Hát chính – The Product G&B
- Hát phụ – Carlos Santana
- Cello – Joseph Herbert
- Viola – Daniel Seidenberg, Hari Balakrisnan
- Violin – Jeremy Cohen

"Migra"
- Guitar & chuông – Carlos Santana
- Keyboard – Chester Thompson
- Đồng bộ hóa & accordion – K. C. Porter
- Bass – Benny Rietveld
- Trống – Rodney Holmes
- Định âm – Karl Perazzo
- Conga – Raul Rekow
- Hát – Tony Lindsay, Karl Perazzo, K. C. Porter
- Trombone – Ramon Flores, Mic Gillette
- Trumpet – Jose Abel Figueroa, Marvin McFadden, Mic Gillette

"Corazón Espinado"
- Lead guitar – Carlos Santana
- Hát chính – Fher Olvera
- Guitar nền – Sergio Vallín
- Keyboard – Alberto Salas, Chester Thompson
- Bass – Juan Calleros
- Trống – Alex González
- Timbales & định âm – Karl Perazzo
- Conga – Raul Rekow
- Hát nền – Gonzalo Chomat, Alex González
- Chỉ huy hợp ca – Jose Quintana

"Wishing It Was"
- Lead & guitar nền – Carlos Santana
- Hát chính – Eagle-Eye Cherry
- Hát nền – Chad & Earl
- Keyboard – Chester Thompson
- Bass – Benny Rietveld
- Trống – Rodney Holmes
- Timbales & định âm – Karl Perazzo
- Congas & định âm – Raul Rekow
- Định âm bổ sung – Humberto Hernandez

"El Farol"
- Lead guitar – Carlos Santana
- Guitar nền & định âm – Raul Pacheco
- Keyboard & đồng bộ hóa – K. C. Porter, Chester Thompson
- Bass – Benny Rietveld
- Trống – Gregg Bissonette
- Timbales – Karl Perazzo
- Conga – Raul Rekow

"Primavera"
- Lead guitar – Carlos Santana
- Guitar nền– J. B. Eckl
- Keyboard – K.C. Porter, Chester Thompson
- Đồng bộ hóa – K. C. Porter
- Bass – Mike Porcaro
- Trống – Jimmy Keegan
- Timbales & định âm – Karl Perazzo
- Congas & định âm – Luis Conte
- Hát chính – K. C. Porter
- Hát nền – K. C. Porter, Fher, Tony Lindsay, Carlos Santana, Karl Perazzo
- Dịch tiếng Tây Ban Nha – Chein Garcia Alonso

"The Calling"
- Lead & guitar nền – Eric Clapton, Carlos Santana
- Keyboard – Chester Thompson
- Đồng bộ hóa – Mike Mani
- Định âm – Carlos Santana
- Hát – Tony Lindsay, Jeanie Tracy
- Kỹ thuật viên – Andre của Screaming Lizard

## Xếp hạng
| Bảng xếp hạng (1999)            | Vị trí cao nhất |
| ------------------------------- | --------------- |
| UK Albums Chart                 | 1               |
| US Billboard 200                | 1               |
| US Billboard Top Latin Albums   | 1               |
| Bảng xếp hạng (2000)            | Vị trí cao nhất |
| Australian Albums Chart         | 1               |
| Austrian Albums Chart           | 1               |
| Belgian (Flanders) Albums Chart | 2               |
| Belgian (Wallonia) Albums Chart | 2               |
| Canadian Albums Chart           | 1               |
| Finnish Albums Chart            | 2               |
| French Albums Chart             | 1               |
| Italian Albums Chart            | 1               |
| New Zealand Albums Chart        | 1               |
| Norwegian Albums Chart          | 1               |
| Swedish Albums Chart            | 1               |
| Swiss Albums Chart              | 1               |

| Quốc gia                                                                           | Chứng nhận   | Số đơn vị/doanh số chứng nhận |
| ---------------------------------------------------------------------------------- | ------------ | ----------------------------- |
| Argentina (CAPIF)                                                                  | 2× Bạch kim  | 120.000^                      |
| Úc (ARIA)                                                                          | 4× Bạch kim  | 280.000^                      |
| Áo (IFPI Áo)                                                                       | 2× Bạch kim  | 100.000*                      |
| Bỉ (BEA)                                                                           | 2× Bạch kim  | 100.000*                      |
| Brasil (Pro-Música Brasil)                                                         | Bạch kim     | 250.000*                      |
| Canada (Music Canada)                                                              | Kim cương    | 1.000.000^                    |
| Phần Lan (Musiikkituottajat)                                                       | Bạch kim     | 50,291                        |
| Pháp (SNEP)                                                                        | 2× Bạch kim  | 1,010,000*                    |
| Đức (BVMI)                                                                         | 2× Bạch kim  | 1.000.000^                    |
| México (AMPROFON)                                                                  | 2× Bạch kim  | 300.000^                      |
| Hà Lan (NVPI)                                                                      | 2× Bạch kim  | 200.000^                      |
| New Zealand (RMNZ)                                                                 | 4× Bạch kim  | 60.000^                       |
| Ba Lan (ZPAV)                                                                      | Bạch kim     | 0*                            |
| Tây Ban Nha (PROMUSICAE)                                                           | 3× Bạch kim  | 300.000^                      |
| Thụy Điển (GLF)                                                                    | Bạch kim     | 80.000^                       |
| Thụy Sĩ (IFPI)                                                                     | 4× Bạch kim  | 200.000^                      |
| Anh Quốc (BPI)                                                                     | 2× Bạch kim  | 600.000^                      |
| Hoa Kỳ (RIAA)                                                                      | 15× Bạch kim | 15.000.000^                   |
| Tổng hợp                                                                           |              |                               |
| Châu Âu (IFPI)                                                                     | 6× Bạch kim  | 6.000.000*                    |
| * Chứng nhận dựa theo doanh số tiêu thụ. ^ Chứng nhận dựa theo doanh số nhập hàng. |              |                               |

## Phát hành
| Quốc gia      | Ngày phát hành      | Nhãn đĩa             | Ấn bản    |
| ------------- | ------------------- | -------------------- | --------- |
| Mỹ            | 15 tháng 6 năm 1999 | Arista               | Phổ thông |
| Canada        | 15 tháng 6 năm 1999 | Sony Music Canada    | Phổ thông |
| Pháp          | 21 tháng 6 năm 1999 | Arista International | Phổ thông |
| Anh           | 12 tháng 7 năm 1999 | Arista               | Phổ thông |
| United States | 16 tháng 2 năm 2010 | Sony Legacy          | Deluxe    |